# Зала жупанија (бивша)
Жупанија Зала (лат. Comitatus Zaladiensis) је била жупанија, односно управна јединица Краљевине Угарске између 12. и 20. века. Управно седиште жупаније био је град Залаегерсег (данас у саставу Мађарске). Територија некадашње жупаније данас је подељена између Мађарске, Хрватске и Словеније.